# Bataille de Thantlang
Guerre civile de 2021-2023 en Birmanie
Batailles
- Conflit armé birman
- Coup d'État de 2021 en Birmanie
- Manifestations de 2021-2022 en Birmanie
  - Mort de Mya Thwe Thwe Khine (en)
  - Mort de Kyal Sin (en)

Théâtres :
- Chin (en)
- Zone sèche (en)
- État de Rakhine (en)

Violences et affrontements précoces :
- Tentative d'assassinat de Bai Yingneng (en)
- Hlaingthaya
- Alaw Bum
- Kalay
- Thapyayaye
- Taze (en)
- Pégou
- Naungmon (en)
- Thaw Le Hta
- Mindat (en)
- Muse (en)
- Mandalay (en)
- Myin Thar (en)
- Myawaddy (en)
- Tabayin (en)
- 1re Demoso
- 1re Loikaw (en)

Campagne de 2021-2022 :
- Kachinthay (en)
- Lay Kay Kaw (en)
- Hnan Khar (en)
- Mo So
- Chindwin (en)
- 2e Demoso (en)
- 2e Loikaw (en)
- Thantlang
- Mon Taing Pin (en)
- Pekon (en)
- Let Yet Kone
- Khin-U (en)
- Assassinat de Ohn Thwin
- Kawkareik
- Meurtre de Saw Tun Moe (en)
- Hpakant
- Ti Bwar

Campagne de 2023-2024 :
- Tar Taing
- Pazigyi
- Pinlaung (en)
- Mese (en)
- Shwe Kokko
- Kanaung
- Laiza
- Taungthaman (en)
- 1027
  - Chinshwehaw (en)
  - Namhsan (en)
  - Laukkai
  - Kaladan
  - Lashio
- 3e Loikaw (en)
  - 1107
- Kyindwe (en)
- Kachin (en)
  - Bhamo (en)
- Myawaddy
- Rakhine
  - Buthidaung (en)
  - Byian Phyu
  - Ann
- Confrérie Chin (en)
- Assassinat d'Ashin Munindabhivamsa (en)
- Budalin
- Myingyan (en)
- Bhamo (en)
- Ngape (en)

La bataille de Thantlang est une série de combats pour le contrôle de la ville de Thantlang (en) dans l'État Chin, en Birmanie, entre les forces de la junte et les rebelles Chin locaux en 2021. La bataille a laissé la ville en grande partie détruite. En 2023, il continue d'y avoir des affrontements à Thantlang alors que la junte tente de reprendre le contrôle du canton.

## Contexte
À la suite du coup d'État militaire de février 2021, Thantlang a connu plusieurs manifestations anti-coup d'État. Alors que la junte réprimait les manifestations pacifiques, de nombreux habitants ont pris les armes et les groupes armés du Chinland (en) ont commencé à organiser la résistance. Les forces militaires ont tué des civils avec des coups de feu et des frappes d'artillerie et ont en outre incendié la ville à plusieurs reprises, incendiant plus d'un millier de bâtiments. En septembre 2021, ils ont commencé à gagner du terrain dans le canton.

## Bataille
Le 19 septembre 2021, des affrontements ont éclaté à Thantlang lorsque l'Armée nationale Chin (CNA) et le CDF de Thantlang ont lancé une attaque contre une base de la junte qui aurait tué une trentaine de soldats. En réponse, les forces de la junte ont tué un dirigeant chrétien qui tentait de mettre le feu. Un mois plus tard, ils sont revenus et ont incendié deux églises et au moins 164 maisons,.
Fin novembre 2021, les forces Chin ont capturé 51 des 88 villages du canton de Thantlang (en).
Le 9 juin 2022, les forces militaires ont incendié l'église baptiste de Thantlang, vieille de plusieurs décennies. Le 1er février 2023, les forces Chin ont capturé deux soldats et quatre policiers avec leurs armes. À ce moment-là, les forces rebelles prétendaient contrôler environ les deux tiers de Thantlang.
La bataille a également conduit à l'exode de milliers d'habitants dès septembre 2021. Plus de 10 000 habitants de Thantlang ont fui la ville, cherchant refuge dans la campagne et dans l'État indien voisin du Mizoram. En novembre 2022, une grande partie de Thantlang avait été incendiée.
Le 8 février 2023, des forces conjointes CNA/CNDF ont attaqué le commissariat de Thantlang. Les rebelles ont réussi à prendre le contrôle de la station à 2 h 0 du matin, affirmant avoir tué quatre officiers. Les forces ont perdu un combattant et un combattant a été blessé. De plus, ils ont affirmé avoir capturé 40 fusils ainsi que des grenades, des munitions et une arme anti-drone. À la suite de cette attaque, le Tatmadaw est resté sous le contrôle de la seule colline de Tat Kone près de la ville, où le bataillon d'infanterie légère 269 était stationné.
Le 26 mai 2023, environ 150 soldats de la junte ont quitté Hakha pour reprendre Thantlang. Ils ont rencontré les forces Chin et la bataille qui a suivi a tué 27 soldats de la junte tandis que les rebelles ont subi 12 morts et 10 blessés. Le 30 mars 2023, les forces de la junte ont bombardé le village de Khuabung près de Thantlang, tuant huit habitants et en blessant 20 autres.
Le 14 juin, les médias locaux ont rapporté que les forces de la junte avaient repris le camp rebelle de Lungkhar. Une colonne de soldats se serait trouvée à Thantlang tandis qu'une autre s'en approchait. Au cours de l'attaque, trois combattants rebelles ont été tués. Le 16 juin, des affrontements ont de nouveau éclaté dans la vallée de Thee Mit, 50 soldats auraient été tués, 20 blessés et 12 combattants Chin auraient été tués et 12 autres blessés.